# 노한
노한(盧閈, 1376년 ~ 1443년)은 고려 말기와 조선 초기의 문신으로 노진의 손자이자 노균의 아들이며 태종의 비 원경왕후의 제부가 된다. 증조부는 고려 좌정승을 지낸 노책이다.
본관은 교하(交河)며 호는 효사당(孝思堂), 자는 유린(有隣), 시호는 공숙(恭肅)이다.
노태우 전 대통령이 그의 17대손인 것으로 전해진다.

## 생애
고려 공양왕 3년, 16세에 음서로 관직에 나가 종사랑 적경서승, 전농직장을 거쳐 의덕부승이 되었다. 다음 해에 선덕랑 사수승, 사수를 거쳐 조봉대부 예빈소경이 되었다.
조선 개국 이후 형조의랑과 공조의랑을 거쳐 정각문 인진사가 되었다. 이후 삼사 좌사, 보의장군 대호군, 지사간원사에 이르렀다. 태종 3년에 절충장군 상호군 겸 판각문사가 되었으며, 1404년(태종 4) 통정대부 승정원 우부대언과 지예조사를 역임했고 곧 가선대부 이조전서가 되었다. 같은 해 경기도 도관찰사로 나갔다. 1405년(태종 5) 좌군 동지총제가 되어 천추사로서 중국을 다녀왔고, 이후 풍해도 도관찰사를 거쳐 1408년(태종 7)에 가정대부 한성부윤이 되었다.
다음 해 처남인 민무구, 민무질 형제의 옥사에 연좌되어 파직됐다. 이후 양주에서 13년간 거주했다.
세종 4년에 상왕 태종이 “노한은 당시 민씨에게 장가들었다고 하여 고신이 회수되기까지 하였으나 그의 죄는 아니었다. 서둘러 소환하라.”는 교지를 내렸다.
1427년(세종 9)에 가정대부 한성부윤으로 복직되었고 이어 자헌대부 형조판서에 이르렀다. 다음해 의정부 참찬으로 옮겼으며, 1432년(세종 14)에 숭정대부 의정부 우찬성, 1434년(세종 16)에 사헌부 대사헌을 겸했다. 다음 해 대광보국숭록대부 의정부 우의정이 되어 판병조사를 겸했다. 1437년(세종 19)에 영경연사를 겸했다.
1438년(세종 20)에 파직되었고, 1443년(세종 25)에 세상을 떠났다.
그의 정자는 효사정인데, 노태우 전 대통령의 친필이 있다.